# 城关镇 (康县)
城关镇，是中华人民共和国甘肃省陇南市康县下辖的一个乡镇级行政单位。

## 行政区划
城关镇下辖以下地区：
东街社区、中街社区、西街社区、杨河坝村、罗家沟村、赵坝村、嘴台村、孙家院村、土黄沟村、斜崖村、香子坝村、郑家沟村、江家湾村、甘石坝村、三官村、冯家峡村、史家沟村、东沟村、刘家庄村、万家院村、勾家坝村、黄家坝村和吴家沟村。